# Touch ID

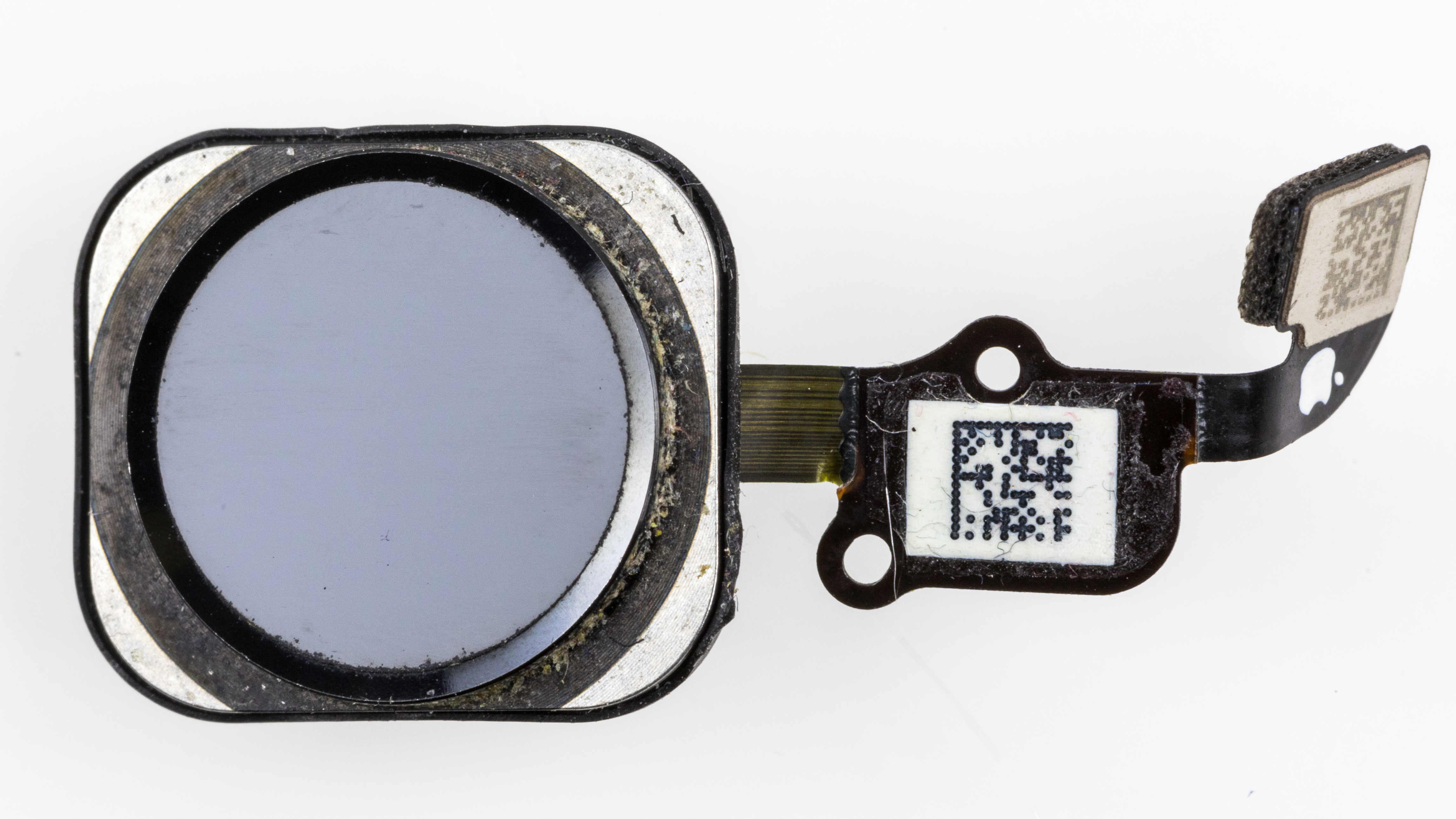
iPhone 6sに搭載のTouch IDモジュール

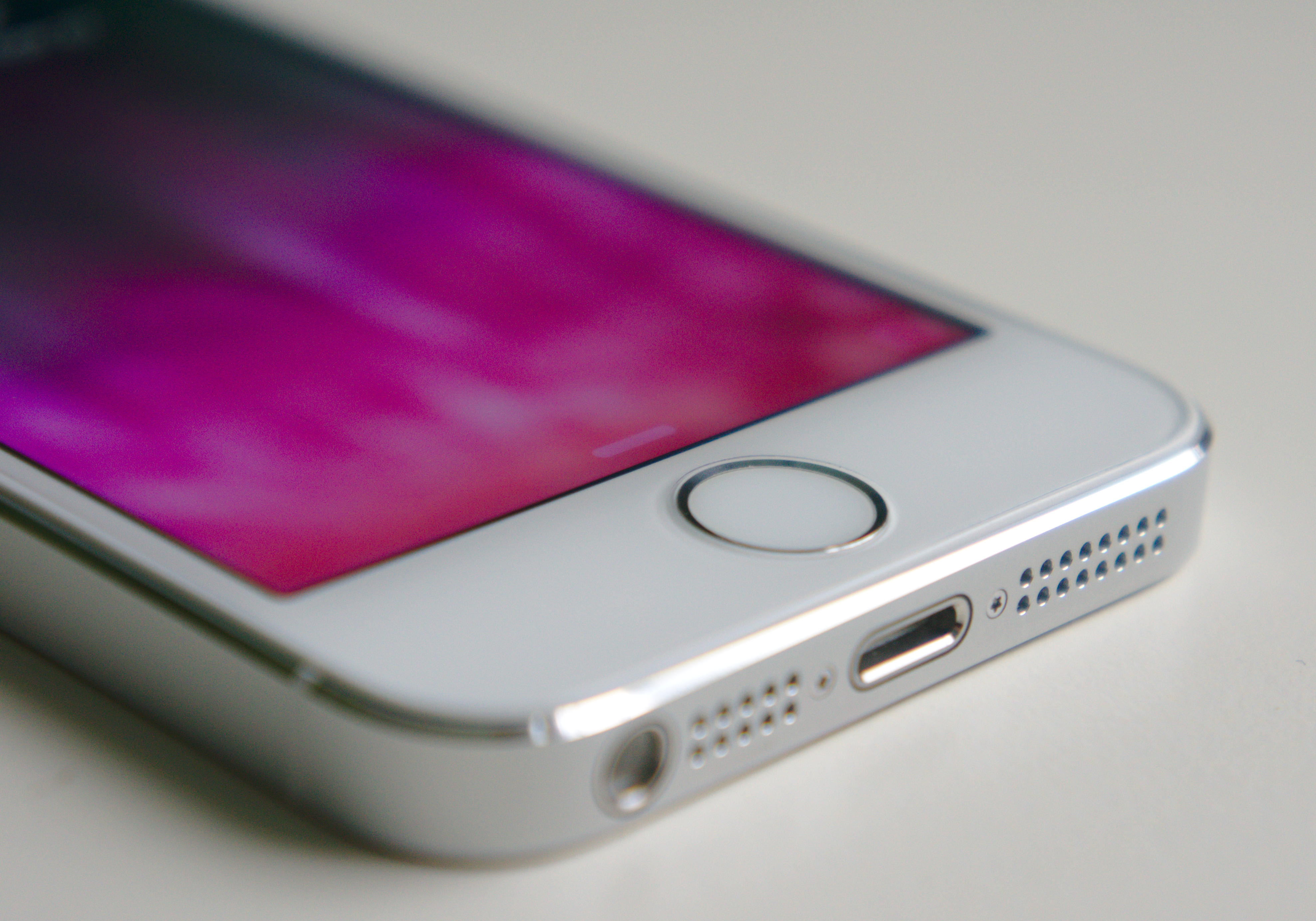
iPhone 5sに搭載された、特徴的なホームボタン一体型Touch ID

Touch ID（タッチ アイディー）は、Appleが開発しリリースした指紋による生体認証機能である。AppleのiPhoneシリーズ、iPadシリーズ及びMacシリーズに搭載されている。
2013年に発売されたiPhone 5sで初めて搭載し、2015年のiPhone 6sから約2倍速い認証速度を実現した第2世代のTouch IDを導入した。
Touch IDにより、ユーザーはデバイスのロックを解除したり、さまざまなAppleのオンラインストア（iTunes Store、App StoreおよびApple Books）で購入したり、オンラインまたはアプリでApple Payを認証することができる。 この機能の発表時に、指紋情報がApple A7以降のチップ上の安全な領域にローカルに保存され、クラウドには格納されないため外部からのアクセスが非常に困難であるとアナウンスした。

## 歴史
指紋認証を搭載した最初の携帯電話は、2003年に発売された富士通製のNTTドコモ端末F505iだった。Apple製品に指紋読み取り機能が搭載されると本格的に予想されるようになったのは、2012年に指紋読み取りと識別管理ソフトウェアに重点を置くAuthenTec社を3億6,600万ドルで買収してからのことである。その後、9月上旬のリークや推測を経て、2013年9月10日に初めて第1世代のTouch IDを搭載したiPhone 5sが発表された。指紋認証を特徴とする携帯電話が主な米国通信事業者から登場するのは、Atrix以来のことであった。Appleのマーケティング担当SVPであるフィル・シラーは、AppleのiPhoneメディアイベントで数分を費やしこの機能を発表した。
2014年9月9日のApple Eventで発表されたiPhone 6シリーズ以降では、Touch IDはApp Storeでコンテンツを購入する際などの本人確認のためにも使用されるようになった。続くiPhone 6sでは第2世代のTouch IDセンサーが導入された。これはiPhone 5s、iPhone 6/iPhone 6 Plusに搭載されている第1世代のTouch IDセンサーの最大2倍の速度で動作する。
第2世代のTouch IDはあまりにも高速で、スリープ状態のiPhoneのホームボタンに指を置くだけで瞬時にホーム画面が表示されるために、ロック画面で通知を読むことができないという利便性の問題が発生するほどであった。AppleはiOS 10以降、ホームボタンに指を置いた時にはロックが解除され、ホームボタンを押すとホーム画面が表示されるような挙動に変更するオプションを追加することでこの問題に対処した。この挙動を有効にすると、それ以降登場するAndroid端末の一部では指紋認証時にすぐホーム画面が表示されるのに対し、iOSやiPadOSでは指紋認証時にはロック解除のみ行われ、ホーム画面を表示するにはボタンを押したり画面をスワイプしたりするなどの何らかのアクションが必要となる。

## 搭載製品
| 世代 | モデル |
| ---- | --- |
| 1    | iPhone - iPhone 5s - iPhone SE (第1世代) - iPhone 6 - iPhone 6 Plus iPad - iPad (第5世代) - iPad (第6世代) - iPad (第7世代) - iPad (第8世代) - iPad (第9世代) - 12.9インチiPad Pro (2015) - 9.7インチiPad Pro - iPad Air 2 - iPad Air (第4世代) - iPad Air (第5世代) - iPad mini 3 - iPad mini 4                                                                    |
| 2    | iPhone - iPhone 6s - iPhone 6s Plus - iPhone 7 - iPhone 7 Plus - iPhone 8 - iPhone 8 Plus - iPhone SE (第2世代) - iPhone SE (第3世代) iPad - 12.9インチiPad Pro (2017) - 10.5インチiPad Pro - iPad Air (第3世代) - iPad mini (第5世代) Mac - MacBook Pro (2016以降) - MacBook Air (2018以降) - iMac (M1, 2021) , iMac (M3, 2023) - Touch ID付きMagic Keyboardによる |
| 3    | iPad - iPad (第10世代以降) - iPad Air (第4世代以降) - iPad mini (第6世代以降) |

## ハードウェア
iPhoneにおけるTouch IDは、レーザーカットで構築されたホームボタンに組み込まれており 、サファイアガラスは、傷がつきにくい（傷がついているとTouch IDが機能しない） 。ホームボタンにはiPhone 5まであったような角丸のアイコンはなく、曲線状に凹んでいない。
Touch IDは360°どの角度からもユーザーの指を読み取ることができる。指紋認証センサーの厚みは170μmで、解像度は500ピクセル/インチであり、 静電容量タッチを使用してユーザの皮下表皮層を読み取る。指紋の登録時には、読み取ったユーザの真皮の「指紋マップ」を作成し、Touch ID用のセキュリティアーキテクチャ（Secure Enclave）を介して端末に保存する。1つの端末に最大5つの指紋マップを保存できるほか、Appleによれば、Touch IDは「使用する度に改善される」。
iPad (第10世代以降)・iPad mini (第6世代以降)・iPad Air (第4世代以降)のTouch IDは、電源ボタンに位置している。
MacBook ProやMacBook Air、iMacの一部モデルに付属するMagic KeyboardのTouch IDは、キーボードの最上段の列の右隅に位置している。

## セキュリティとプライバシー
Touch IDの登場によりデバイスのアクセスの利便性が向上した一方で、アクセスの方法がパスコードと指紋認証の2種類となったことで、個々のデバイスの正味のセキュリティは低下したとされる。この主張に対し、Appleは、以前はパスコードさえ使用しなかったユーザーもTouch IDを使用し始めたことで、平均的なユーザーセキュリティは向上したと主張している。
指紋データは端末に搭載されるApple A7以降に登場したApple製SoCまたは専用のチップに不可逆的に符号化されて保存され、デバイスに保管される。それらのデータは指紋認証の際にのみSecure Enclaveを介してアクセスされるようになっている。それ以外の目的ではデバイス上のいかなるソフトウェアであっても指紋データにアクセスすることはできず、また指紋データから指紋画像を逆行分析することすらできない。そのため、本来の指紋データの保存場所以外には保管されず、Appleのサーバー、iCloudなどにアップロードされ照合されることもない。
セキュリティ上の都合から、一定回数以上指紋データとの照合に失敗した場合や端末が再起動された場合、48時間以上ロック状態が続いた場合などにはTouch IDでロック解除することはできなくなり、パスコードのみでロック解除できるようになる。そのような場合でも一度パスコードでロック解除されれば、再びTouch IDでロック解除できるようになる。
なお、2013年9月、ドイツのカオスコンピュータクラブは、Touch IDセキュリティの突破に成功したと主張している。主な手法には、ポバール接着剤を使用して指の形状を模倣する方法（いわゆるグミ指）などがある。

## 影響
iPhone 5sにTouch IDが搭載されて以降は、サムスンがSamsung Galaxy S5に指紋認証機能を導入するなど、他のメーカーもハイエンド端末を中心にスマートフォンに指紋認証機能を導入し始めた。2015年10月にリリースされたAndroid 6.0（Marshmallow）では、指紋認証がオペレーティングシステムに統合され、iOSとTouch IDの関係に対応するようになった。
Touch IDはiPhone 5sと5,5cを区別する数少ない機能の1つである。しかし、2013年時点のニューヨーク・マガジンの意見では、消費者は指紋認証に興味がなく、パスコードの方を好んで使用していたという。
ライターのKevin Rooseは、指紋認証などに使用される相補型金属酸化物半導体（CMOS）センサーは、一般的に消耗して一定期間後には使用できなくなると指摘し、Appleはより寿命の長いセンサーを製造する方法を見つけたかもしれないと推測している。Rooseはまた、指紋認証技術には、ハッキングされる可能性があったり、怪我などの場合には指紋が認識されなかったりするなどの問題が依然として残っていると主張し、国家安全保障局（US National Security Agency）などの監視機関を警戒している人などは、Touch IDを使用しない可能性があると指摘した。
US-CERの脆弱性分析者であるBrent Kennedyは、Touch IDがハッキングされる可能性があるとの懸念を表明し、人々はすぐにはTouch IDを使用し始めないだろうと予測した。フォーブスもまた、過去に指紋が偽装されたことがあると指摘し、盗まれたiPhoneの指紋が不正なアクセスを得るために使用される可能性があると警告した。 ただし、同記事では、指紋読取装置の偽装テストが実施されて以来、バイオメトリクスの技術は向上したとも主張している。
一方、ZDNetライターのAdrian Kingsley-Hughesは、Touch IDはBYODをもたらすのに役立つと語った。 バイオメトリックによるセキュリティ保護によって、他人にパスコードを盗み読まれる危険性を排除することができるという。また、子供が無断で何千ドルもの浪費をするのを防ぐとも付け加えた。Touch IDが多数のiPhone犯罪に対するAppleの対抗策であり、この新機能はiPhone盗難抑止になると指摘した。Rooseもまた、この機能は盗難を防ぐためのものだと述べている。
フォーブスのコラムニストのAndy Greenbergは、指紋データがローカル・デバイスに保存され、集中データベースに保存されていないという事実は、セキュリティ上の勝利だと語った。
ウェルズ・ファーゴのアナリストであるMaynard Umは、2013年9月4日、iPhone 5sの指紋センサーがモバイルコマースに役立ち、「消費者が個人データを処理して保管するためにモバイル機器にますます依存しているため、信頼性の高いデバイス側の認証ソリューションが必要になるかもしれない」と、企業環境での採用を促進すると予測した 。
USAAは、2015年末には100万人を超えるユーザーがAppleのTouch IDを使用しており、指紋認証を利用してiPhoneとiPad上のUSAAモバイルアプリケーションに安全にログオンしていると発表した[19]。